# Giant Gram: All Japan Pro Wrestling 2
Giant Gram: All Japan Pro Wrestling 2 (ジャイアントグラム 〜全日本プロレス２ in 日本武道館〜, Giant Gram: Zen Nihon Pro Wres 2 in Nihon Budōkan) est un jeu vidéo de combat de type catch sorti en mai 1999 sur le système d'arcade Naomi, puis porté sur Dreamcast le 24 juin 1999. Il a été développé par Sega AM1 et Scarab et édité par Sega.
Le jeu n'est sorti qu'au Japon et fait partie de la série All Japan Pro Wrestling, dont il constitue le deuxième volet après All Japan Pro Wrestling featuring Virtua ; il est suivi par Giant Gram 2000: All Japan Pro Wrestling 3.
Comme son prédécesseur, il s'agit d'un jeu sponsorisé par la fédération de puroresu All Japan Pro Wrestling, ainsi qu'une œuvre dérivée de la série Virtua Fighter : les personnages Wolf Hawkfield, Jeffry McWild et cette fois Kage-Maru sont inclus au sein du jeu.